# شارون جول
شارون جول (انگلیسی: Sharon Jewell؛ زادهٔ ۱ ژانویهٔ ۱۹۶۰) تکواندوکار اهل ایالات متحده آمریکا است.